# Lihula (commune)
Pour la ville, voir Lihula.

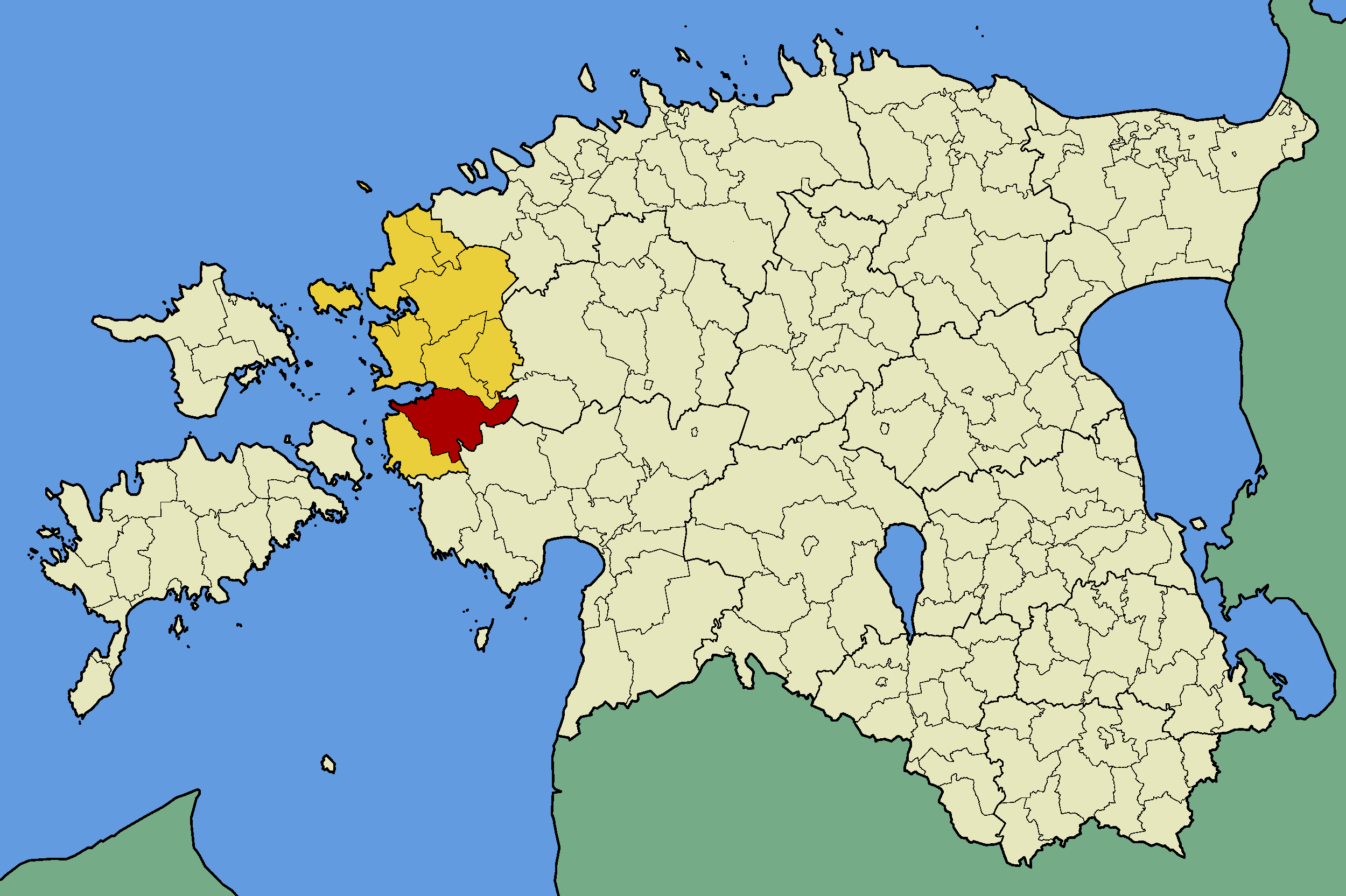
Commune de Lihula (rouge)
dans le Läänemaa (jaune).

Lihula (en estonien : Lihula vald) est une ancienne commune rurale d'Estonie située dans le comté de Lääne, dont le chef-lieu était Lihula. En 2012, la population s'élevait à 2 358 habitants.
Elle s'étendait sur 367,31 km2 et comprenait la ville de Lihula et les villages de Alaküla, Hälvati, Järise, Kelu, Kirbla (autrefois Kirrefer), Kirikuküla, Kloostri, Kunila, Lautna, Matsalu (anciennement Matzal connu pour son manoir), Meelva, Metsküla, Pagasi, Parivere, Penijõe, Petaaluse, Poanse, Rumba, Saastna, Seira, Tuhu, Tuudi, Vagivere, Valuste et Võhma.
En octobre 2017, elle est supprimée et fusionnée avec Hanila, Koonga et Varbla pour former la nouvelle commune de Lääneranna, située dans le comté de Pärnu.